# Euhybus electus
Euhybus electus är en tvåvingeart som beskrevs av Axel Leonard Melander 1902. Euhybus electus ingår i släktet Euhybus och familjen puckeldansflugor. Inga underarter finns listade i Catalogue of Life.